# Mapania micropandanus
Mapania micropandanus är en halvgräsart som beskrevs av Richard Eric Holttum. Mapania micropandanus ingår i släktet Mapania och familjen halvgräs. Inga underarter finns listade i Catalogue of Life.